# Fehér Ház
A Fehér Ház (angolul: White House) az Amerikai Egyesült Államok mindenkori elnökének hivatalos lakóhelye és munkahelye Washingtonban. Mivel az elnök hivatala itt található, a Fehér Ház kifejezést gyakran használják a kormányzat metonímiájaként, például „A Fehér Ház abszurdnak nevezte azt a feltételezést, hogy az amerikai katonák nyitottak tüzet.”
Az amerikai húszdolláros bankjegy hátoldalán a Fehér Ház képe látható.

## Fekvése
Az elnöki rezidencia épülete klasszicizáló stílusban, homokkőből épült. Nevét homlokzatának fehér színéről kapta. Pontos címe Pennsylvania Avenue NW 1600, Washington, USA. Az épület kódneve az amerikai titkosszolgálaton belül Crown. A telek része a President's Parknak és tulajdonosa a National Park Service.

## Története
A Fehér Ház kongresszusi határozatra épült 1790-ben, a District of Columbia létrehozása után. Az építészt pályázat alapján választották ki kilenc jelentkező közül. Az ír James Hobant érte a megtiszteltetés, hogy lerakhatta az épület alapkövét 1792. október 13-án. Az épület tervezésekor határozott elképzelés volt, hogy olyan épületet alkossanak, amely félelmet kelt az emberekben, és az oda látogató államfőkben. Az épület földszintjét és emeletét a dublini (Írország) ikerpalota, a Leinster House alapján tervezték és építették meg. (A Leinster House ma az ír parlamentnek ad otthont.) Az építkezést 8 hosszú év után, 1800. november 1-jén fejezték be és 232 371,83 dollárba került. Az infláció figyelembevételével ez mai áron kb. 2,4 millió dollárnak (kb. 725 millió Ft) felel meg.

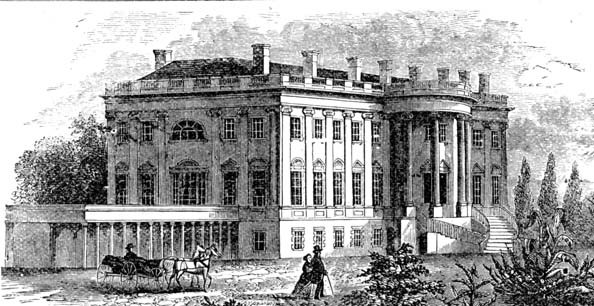
A Fehér Ház és a régi nyugati szárny délnyugatról a 19. században

A különböző korszakoknak megfelelően többféle neve is volt az épületnek. Eredetileg Presidential Palace-nak (Elnöki Palota) vagy Presidential Mansionnek (Elnöki kúria) nevezték, majd Dolley Madison idejében Presidential Castle (Elnöki Kastély) lett a neve. Azonban már 1811-ben is megemlítették a Fehér Ház nevet – amit fehér színűre festett külső burkolatával érdemelt ki. Hivatalosan sokszor használták az Executive Mansion (Igazgatói Kúria) elnevezést is egészen addig, míg Theodore Roosevelt elnök 1901-ben be nem vezette a Fehér Ház feliratot a levélpapírjain, ezzel hivatalossá téve az elnevezést.
John Adams volt az első elnök, aki 1800. november 1-jén beköltözhetett az épületbe. Az 1812-es háború során a brit csapatok 1814-ben Washington nagy részét felégették, és a Fehér Házat kirabolták, belsejét lerombolták, csak a külső falak maradtak épen. Azonban később az épületet sikeresen újjáépítették és a falakat újra fehérre festették. (Fontos megemlíteni, hogy a Fehér Ház egészen 1798-tól fehérre volt festve, és a nevét nem a tűz utáni újrafestéskor érdemelte ki, mint azt egy népszerű legenda állítja.)
A Whig Párt dühös hívei 1841. augusztus 16-án megostromolták a Fehér Házat, mert John Tyler elnök megvétózta a Second Bank of the United States létrehozásáról szóló törvényjavaslatot. Az amerikai történelemben a mai napig ez volt a Fehér Ház körül a legerőszakosabb demonstráció.

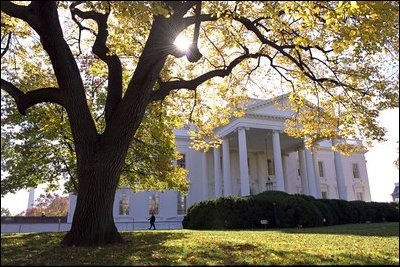
A Fehér Ház északi oszlopcsarnoka

A Fehér Ház – hasonlóan a mintájául szolgáló angol és ír vidéki házakhoz – rendkívül nyitott volt egészen a 20. század elejéig. Thomas Jefferson elnök 1805-ben második beiktatása alkalmából a Kék szobában üdvözölte mindazokat, akik az eskü után a Capitoliumból követték őt haza, a Fehér Házba.
A nyílt napok néha igen lármássá váltak: 1829-ben Andrew Jackson eskütétele után körülbelül húszezer ember ünnepelte az új elnököt, akinek emiatt egy szállodában kellett szobát bérelnie. Embereinek hatalmas tartályokból adagolt narancsleves whiskys koktéllal kellett valósággal kicsalogatniuk a tömeget. Mindezek ellenére egészen 1885-ig tartottak nyílt napokat, az újonnan megválasztott Grover Cleveland elnök viszont a nyílt nap helyett seregszemlét rendezett a Fehér Ház előtt, melyet az ott felállított tribünről követett figyelemmel.
Thomas Jefferson elnök engedélyezte a nyilvánosság számára, hogy szervezett sétákat tegyenek a Fehér Házban és ez a hagyomány azóta is él, csak háborús időben szünetel. Ő kezdte el a nyilvános fogadásokat Újév napján és július 4-én, amiket egészen 1930-ig évente megtartottak.
A Fehér Ház azonban más szempontból is nyitott volt; Abraham Lincoln elnök panaszkodott, hogy reggelente folyamatosan álláskeresők zaklatják őt politikai támogatást vagy egyéb szívességeket remélve tőle. Lincoln azonban inkább elviselte ezt, mert félt, hogy a visszautasítással esetleg ellenségeket szerezhet.
1960. december 19-étől a Fehér Ház Nemzeti Történelmi Emlékmű (National Historic Landmark).

## Nyugati szárny
A 20. század elején az elnök áthelyezte munkahelyét a Fehér Házba (korábban a Capitoliumban dolgozott), ezért – egyre növekvő személyzetének elhelyezésére – az épület mindkét szárnyát bővíteni kellett. Mindkét szárnyat igyekeztek a főépületnél alacsonyabbra építeni. A nyugati szárnyban vannak az elnök és politikai személyzetének (körülbelül 50 fő) irodái.

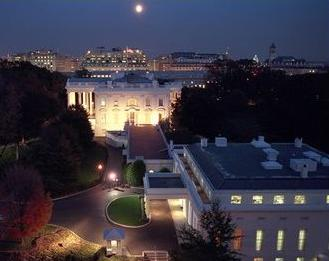
A nyugati szárny

Theodore Roosevelt elnök idején az épület többi részével együtt a nyugati szárnyat is átépítették és kibővítették a New York-i McKim, Mead & White építésziroda irányításával, és létrehoztak egy négyzet alakú kabinetszobát az elnök irodája mellett. Az új nyugati szárny megépítése előtt az elnöki személyzet a második emeleten dolgozott. William Howard Taft elnök szintén átterveztette a nyugati szárnyat, és egy új, ovális alaprajzú elnöki irodát hozott létre, amit alakjáról Ovális Irodának neveztek el.
A nyugati szárny 1929. december 24-én leégett. Franklin Delano Roosevelt 1933-as elnökké választásakor végrehajtotta a harmadik és egyben azóta is utolsó komoly átalakítást az épületen, létrehozva egy új Ovális Irodát, mivel elégedetlen volt az előző fekvésével, amelynek nem voltak ablakai, ezért a tetőn keresztül volt megvilágítva. Az iroda új helye egyéb szempontokból is kedvezőbb volt, pl. mert innen az elnök könnyedén félre tudott vonulni a Fehér Házba anélkül, hogy ezt az egész iroda látta volna. Ekkor építették az úszómedencét is, hogy az elnök edzeni tudjon.
A riporterek egyre növekvő számának ellátására Richard Nixon elnök 1969-ben befedette az akkor már nem használt medencét és ebből a helyiségből lett a sajtóközpont, ahol az elnöki szóvivő a napi sajtótájékoztatókat tartja. Nixon át is nevezte a helyiséget (ami az 1929-es átépítést megelőzően az első Ovális Iroda volt) Roosevelt Szobá-nak, a két Roosevelt elnök tiszteletére: Theodore, aki eredetileg megépíttette a nyugati szárnyat és Franklin, aki a mai Ovális Irodát kialakíttatta.
A 20. század második felében az elnöki személyzet növekedésével a nyugati szárny egyre szűkebb lett és így nem tudta ellátni a feladatát. Manapság az elnöki személyzet egy része a közelben lévő Eisenhower Executive Office Building-ben (EEOB, régebben Old Executive Office Building, OEOB) van, ami korábban a védelmi minisztériumot szállásolta el.
1999-től kezdődően a The West Wing (Az elnök emberei) című televíziós sorozat bemutatta a nyugati szárnyban dolgozó elnöki személyzet mindennapi munkáját (a Fehér Ház nem témája a filmnek). Nyilatkozók szerint a sorozat kissé nagyobbnak és zsúfoltabbnak mutatja be az irodát, mint amilyen az valójában.

## Keleti szárny
A keleti szárnyat 1942-ben építették és további irodák vannak benne, amelyekben általában ez elnöki feleségek és személyzetük dolgozik. Elsőként 1977-ben Rosalynn Carter foglalta el és Az Elnöki Feleség Irodájá-nak nevezte el. Eredetileg azért építették, hogy elrejtse egy föld alatti bunker építésének nyomait, amelyet vészhelyzetek esetére építettek és Presidential Emergency Operations Center-nek (Elnöki irányítóközpont vészhelyzet esetére) neveztek el.